# Escape Room: Играй или умри
„Escape Room: Играй или умри“ (на английски: Escape Room) е американски филм на ужасите от 2019 г. на режисьора Адам Робител, по сценарий на Браги Ф. Шут и Мария Мелник. Във филма участват Тейлър Ръсел, Логан Милър, Дебора Ан Уол, Тайлър Лабин, Ник Додани, Джей Елис и Йорик ван Вагенинген. Премиерата на филма е на 4 януари 2019 г. Продължението „Escape Room 2: Без изход“, е пуснат на 16 юли 2021 г.